# Sindhudurg (huyện)
Huyện Sindhudurg là một huyện thuộc bang Maharashtra, Ấn Độ. Thủ phủ huyện Sindhudurg đóng ở Oras. Huyện Sindhudurg có diện tích 5207 ki lô mét vuông. Đến thời điểm năm 2001, huyện Sindhudurg có dân số 861672 người.